# Lidzbark
Lidzbark (Lautenburg fino al 1920 e dal 1939 al 1945) è un comune urbano-rurale polacco del distretto di Działdowo, nel voivodato della Varmia-Masuria.
Ricopre una superficie di 255,67 km² e nel 2004 contava 14 542 abitanti.
Comunità urbane e rurali:
| Nome polacco      | Nome tedesco (fino al 1920 e 1939-45) | Nome polacco          | Nome tedesco (fino al 1920 e 1939-45) | Nome polacco | Nome tedesco (fino al 1920 e 1939-45) |
| ----------------- | ------------------------------------- | --------------------- | ------------------------------------- | ------------ | ------------------------------------- |
| Adamowo           | *                                     | Kiełpiny              | Kielpin 1942-45 Kölpen                | Piaseczno    | Heidekrug                             |
| Bełk              | Bölk                                  | Klonowo               | Klonowo 1942-45 Klonnau               | Podcibórz    | Podciborz 1942-45 Stiebershof         |
| Biernaty          | *                                     | Koty                  | Kotty 1942-45 Katzwinkel              | Sarnia Góra  | *                                     |
| Borówno           | *                                     | Kurojady              | Kuriad                                | Słup         | Slupp 1942-45 Schluppe                |
| Bryńsk            | Brinsk Kolonie 1907-45 Langendorf     | Lidzbark              | Lautenburg                            | Tarczyny     | Tarczyn 1942-45 Tarschen              |
| Bryńsk Szlachecki | Adlig Brinsk 1942-45 Brennitz         | Lidzbark-Nadleśnictwo | Fischerhaus Lautenburg                | Wąpiersk     | Wompiersk 1942-45 Wampers             |
| Chełsty           | Chelst 1942-45 Keitelau               | Marszewnica           | *                                     | Wawrowo      | *                                     |
| Cibórz            | Ciborz 1942-45 Stieber                | Miłostajki            | Milostay 1942-45 Liebeseck            | Wlewsk       | Wlewsk 1942-45 Lefken                 |
| Ciechanówko       | Czekanowko 1942-45 Schaken            | Nick                  | *                                     | Zalesie      | Zalesie 1942-45 Selisch               |
| Dębowiec          | Eichhorst                             | Nowe Dłutowo          | *                                     | Zdrojek      | *                                     |
| Dłutowo           | *                                     | Nowy Dwór             | Neuhof                                | Zielonka     | *                                     |
| Glinki            | Glinken                               | Nowy Zieluń           | Neu Zielun 1942-45 Neuschellen        |              |                                       |
| Jamielnik         | Jamielnik 1942-45 Melendorf           | Olszewo               | Olszewo                               |              |                                       |
| Jeleń             | Jellen 1942-45 Gehlen                 | Ostrowy               | Ostrowy-Brinsk 1942-45 Aalkrug        |              | *=già in Polonia nel 1920             |